# Edelweiss 65
Si tratta dell'ottavo album del Coro Edelweiss, uscito nel 2015.
Questa è l'ottava produzione discografica del Coro Edelweiss del C.A.I. di Torino; i primi 8 brani sono in parte armonizzazioni Edelweiss ed in parte di altri armonizzatori contemporanei, registrate in un "live in studio" quindi con tutta la spontaneità di una registrazione dal vivo e della presa diretta. Una nota a parte merita l'"Ave Maria" composta appositamente per il coro dall'allora maestro Francesco Bianchi che rimane l'unico brano sacro inciso dal coro in 65 anni di storia.
La seconda metà del CD presenta invece 8 brani digitalmente rimasterizzati provenienti da registrazioni "storiche" in studio e "live" degli anni '60 e '70 e finora inedite su supporto ottico. Queste 8 tracce sono tutte di pura armonizzazione Edelweiss

## Tracce
1. J'Abbruzzu - Arm. Edelweiss
2. Les Saisons de la Vie - C. Margutti
3. Sotto Sieris - M. Maiero
4. El Fogo - B. De Marzi
5. Ce Bielis Maninis - G. Mazzari
6. Partire partirò - Arm. Edelweiss
7. La Povera Emma - Arm. Edelweiss
8. Ave Maria - F. Bianchi
9. La Sera dei Baci
10. Gli Aizimponeri
11. Fischia il Vento
12. Yogueli et Vreneli
13. Il Cacciatore e la Bella
14. Dormi mia Bella Dormi
15. Al Reggimento
16. Montagnes Valdotaines